# 1,3-Pentadiin
1,3-Pentadiin ist eine chemische Verbindung aus der Gruppe der Alkine. Es ist ein Isomer von 1,2-Pentadien-4-in.

## Gewinnung und Darstellung
1,3-Pentadiin kann durch Reaktion von Methyliodid mit Natriumcarbid oder Mononatriumacetylid hergestellt, das wiederum in situ aus 1,4-Dichlor-2-butin und Natriumamid in flüssigem Ammoniak hergestellt werden kann.

## Eigenschaften
1,3-Pentadiin ist eine sehr flüchtige Verbindung, deren Siedepunkt bei Atmosphärendruck bei 76,5 °C liegt. An Luft erfolgt recht schnell eine Braunfärbung, wobei sie unter Stickstoffatmosphäre bei −20 °C für mehrere Monate gelagert werden kann.

## Externe Links zu erwähnten Verbindungen
1. ↑  Externe Identifikatoren von bzw. Datenbank-Links zu 1,4-Dichlor-2-butin:  CAS-Nr.: 821-10-3, EG-Nr.: 212-474-8, ECHA-InfoCard: 100.011.340, PubChem: 13182, ChemSpider: 12627, Wikidata: Q72465835.